# STAR TRAIN
「STAR TRAIN」（スター・トレイン）は、2015年10月28日にPerfume Records / ユニバーサルJから発売されたのPerfumeの22作目のシングル。

## 背景
前作「Relax In The City/Pick Me Up」以来約6か月ぶり、またPerfumeが結成15周年・メジャーデビュー10周年を迎える2015年の第2弾シングル。パッケージは初回限定盤・通常盤の2形態で発売。
表題曲の「STAR TRAIN」は、自身初のドキュメンタリー映画『WE ARE Perfume -WORLD TOUR 3rd DOCUMENT』の主題歌。また、TBS系火曜ドラマ「ファイトソング」の劇中歌唱曲「スタートライン」の原曲になっている。
カップリング曲の「TOKIMEKI LIGHTS」は、エーザイ チョコラBBシリーズ CMソング。
初回限定盤のみ収録される「イミテーションワールド」は、長らく音源化されていなかったが、今回再録された。
初回限定盤に封入されているSpecial Photoにロゴマークの誤表記があると発覚、希望者は正しいロゴ表記のSpecial Photoと交換となるため、Special Photoは事実上2種類となる。

## 収録曲
| 全作詞・作曲: 中田ヤスタカ、全編曲: 中田ヤスタカ。 M-3: 作詞：木の子、作曲・編曲：中田ヤスタカ。 |                                                    |              |              |      |
| #                                                                                                | タイトル                                           | 作詞         | 作曲・編曲   | 時間 |
| 1.                                                                                               | 「STAR TRAIN」                                     | 中田ヤスタカ | 中田ヤスタカ | 4:34 |
| 2.                                                                                               | 「TOKIMEKI LIGHTS」                                | 中田ヤスタカ | 中田ヤスタカ | 4:26 |
| 3.                                                                                               | 「イミテーションワールド」                         | 中田ヤスタカ | 中田ヤスタカ | 5:15 |
| 4.                                                                                               | 「STAR TRAIN -Original Instrumental-」             | 中田ヤスタカ | 中田ヤスタカ | 4:34 |
| 5.                                                                                               | 「TOKIMEKI LIGHTS -Original Instrumental-」        | 中田ヤスタカ | 中田ヤスタカ | 4:26 |
| 6.                                                                                               | 「イミテーションワールド -Original Instrumental-」 | 中田ヤスタカ | 中田ヤスタカ | 5:16 |
| 合計時間:                                                                                        | 合計時間:                                          | 28:31        |              |      |

| #         | タイトル            | 作詞 | 作曲・編曲 | 時間 |
| --------- | ------------------- | ---- | ---------- | ---- |
| 1.        | 「STAR TRAIN」      |      |            | 4:34 |
| 2.        | 「TOKIMEKI LIGHTS」 |      |            | 4:26 |
| 合計時間: | 合計時間:           | 9:00 |            |      |

| #  | タイトル                    | 作詞 | 作曲・編曲 |
| -- | --------------------------- | ---- | ---------- |
| 1. | 「STAR TRAIN -Video Clip-」 |      |            |
| 2. | 「Perfume View」            |      |            |